# Marcus Werner
Marcus Werner (* 10. April 1974 in Schleswig) ist ein deutscher Moderator und Schriftsteller, welcher vor allem durch seine Moderationstätigkeiten bei Super RTL und Nickelodeon bekannt wurde.

## Berufliches

### Als Moderator
Seit 2004 steht Werner für verschiedene Produktionen vor der Kamera. Mit Nina Moghaddam moderierte er bis 2006 das Wissensmagazin WOW – Die Entdeckerzone im Tagesprogramm von Super RTL, Toggo.
Ab 2008 war er als sogenannter Weltbeschützer in der gleichnamigen Sendung des Senders Nickelodeon aktiv. Mit dem Ende der Sendung 2009 endete auch seine Moderation für das Format. Für Nickelodeon war er bis 2011 noch als Moderator bei der Spielegalaxie an der Seite von Nela Panghy-Lee aktiv.
Bereits bei der Landtagswahl in Nordrhein-Westfalen 2010 stand Werner als Moderator für den WDR vor der Kamera, seit 2009 gehört er zum Moderatorenteam der Lokalzeit und moderiert regelmäßig die Regionalversion für Ostwestfalen-Lippe.

### Als Sprecher
Bereits seit 1999 ist Werner als Sprecher aktiv. Erstmals war er in der ZDF-Sendung Logo zu hören. Es folgten Aufnahmen für die VOX-Nachrichten und Sat.1 am Mittag; für letztere Sendung war er 2006 auch als Reporter tätig.

### Als Buchautor
Werner veröffentlichte bisher drei Romane und zwei Sachbücher.

## Moderationen (Auszug)
| Jahr      | Sendung                                  | Sender        |
| --------- | ---------------------------------------- | ------------- |
| 2004–2006 | WOW – Die Entdeckerzone                  | Super RTL     |
| 2008–2009 | Nickelodeon Weltbeschützer               | Nickelodeon   |
| 2009–2011 | Spielegalaxie                            | Nickelodeon   |
| seit 2009 | Lokalzeit                                | WDR Fernsehen |
| 2010      | Landtagswahl in Nordrhein-Westfalen 2010 | WDR Fernsehen |
| 2011      | Süß & Lecker                             | WDR Fernsehen |

## Werke
- Warten auf die Beinhaare – eine irgendwie überhaupt nicht richtig verrückte Jugend, Roman, 2008, ISBN 3-499-24657-0 (Rororo)
- Ein Joghurt namens Annika: WG Roman, Roman, 2009, ISBN 978-3-499-24852-8 (Rororo)
- Deutschland: sehr gut: Wir sind viel besser als wir denken!, Sachbuch, 2010, ISBN 978-3-7716-4440-6 (Fackelträger)
- Mit einem Schlag – wie ich dann doch noch zum Helden wurde, Roman, 2012, ISBN 3-499-21625-6 (Rororo)
- Wir dürfen jetzt nichts überstürzen – 40 Gründe warum Deutschland abschmiert, Sachbuch, 2024, ISBN 978-3-96905-288-4 (Yes Publishing)